# 随筆家
随筆家（ずいひつか）とは、随筆を書く者である。随筆が本業の者もあるが、兼業の場合も多い。エッセイスト（Essayist）とも呼ばれる。

## 日本の随筆家の一覧
括弧内は他の肩書きである。

### あ行
- 青木玉
- 青柳いづみこ
- 青山二郎（数寄者）
- 赤瀬川原平（前衛芸術家）
- 阿川弘之（小説家、阿川佐和子の父）
- 阿川佐和子
- 明坂英二
- 朝霧裕（車いすのシンガーソングライター）
- 嵐山光三郎
- 安居良基（旅行家）
- 安藤和津
- イーデス・ハンソン（タレント）
- 池内紀（ドイツ文学者）
- 池澤春菜（声優）
- 石川桂郎（俳人）
- 石川三千花
- イシコ
- 石田ゆり子（女優）
- 井嶋ナギ
- 伊集院静（小説家、作詞家）
- 泉麻人（コラムニスト）
- 泉名月
- 市島春城
- 五木寛之（小説家）
- 糸井重里（コピーライター）
- 犬丸りん（漫画家）
- 井上ひさし（小説家、劇作家）
- 入江相政（昭和天皇の侍従長）
- 上原隆
- 内田百閒（小説家）
- うつみ宮土理（タレント、女優）
- 梅田晴夫（フランス文学者、劇作家）
- 卜部兼好
- 江國滋（文筆家・俳人）
- 遠藤周作（小説家）
- 大塚ひかり
- 大槻ケンヂ（ミュージシャン）
- 大宮エリー（脚本家、CMディレクター）
- 岡茂雄（書店主）
- 岡部伊都子

### か行
- 鴨長明（歌人）
- きくちいま（コピーライター、後にフリーライター・イラストレーター）
- 岸本葉子
- 来生えつこ（作詞家）
- 北杜夫（小説家）
- 木村耕一
- 木村孝（染織研究家）
- 銀色夏生（詩人、作詞家）
- 久住昌之（漫画原作者、漫画家、装丁家）
- 九月（芸人）
- ゲッツ板谷（ライター、小説家）
- 国井律子（旅人）
- 黒川勇人（フリーライター）
- 鴻上尚史（劇作家）
- 幸田文（小説家）
- 幸田露伴（小説家）
- 小島政二郎（小説家）
- 小西英人（編集者・釣り人）
- 小橋めぐみ（女優）
- 小林光恵（作家）
- 小森まなみ（声優、ラジオパーソナリティ）
- 小谷野敦（評論家）
- 権藤晋（北冬書房代表、編集者、評論家）
- 紺野美沙子（女優）
- 近藤健 (作家)

### さ行
- 佐藤愛子 (作家)
- 斉藤茂太（精神科医）
- 西原理恵子（漫画家）
- 柴門ふみ（漫画家）
- 酒井順子
- 坂口安吾（小説家）
- 坂本真綾（声優、歌手）
- さくらももこ（漫画家）
- 佐藤垢石
- 佐野有美（詩人、歌手）
- 鮫島礼子（占い師、作家）
- 沢木耕太郎（ノンフィクション作家）
- 椎名誠（小説家）
- 志賀貢（医師、作家）
- 篠田桃紅（美術家）
- 澁澤龍彦（フランス文学者、作家）
- 白河理子（作家、コラムニスト、タレント）
- 島田佳奈（小説家、コラムニスト、評論家）
- 島田雅彦（作家、法政大学教授）
- 清水義範
- 東海林さだお（漫画家）
- 白洲正子
- 辛酸なめ子（漫画家）
- 須賀敦子
- 杉村楚人冠（新聞記者）
- 鈴木いづみ（女優）
- 鈴木光司（小説家）
- 諏訪哲史（小説家）
- 清少納言
- 妹尾河童（グラフィックデザイナー、舞台芸術家）
- 千住文子（教育評論家）
- 曾宮一念（洋画家）

### た行
- 高島俊男（中国文学者）
- 高田宏
- 高橋章子
- 高見恭子（タレント）
- 高峰秀子（女優、歌手）
- 滝田ゆう（漫画家）
- 田口壮（プロ野球選手）
- 田口美貴夫
- 田中優子（江戸文化研究者・法政大学総長）
- 竹内久美子
- 武田百合子
- 嶽本野ばら
- 辰濃和男（元日本エッセイストクラブ理事長）
- 田中トシオ（理容師）
- 田辺聖子（小説家）
- 谷崎松子（谷崎潤一郎の3番目の妻）
- 玉本奈々（美術家）
- 種村直樹
- 田原成貴（元競馬騎手・調教師）
- たまさぶろ（バー評論家）
- 團伊玖磨（音楽家）
- 檀ふみ（女優）
- つげ義春（漫画家）
- 辻井喬（小説家・詩人・実業家）
- 辻仁成（小説家・音楽家）
- 辻慶樹（書家・ボランティア活動家）
- 綱島理友（コラムニスト）
- 坪井忠二（地球物理学者）
- 寺田寅彦（物理学者）

### な行
- 夏目伸六（夏目漱石の次男）
- 中島朋子（女優、ナレーター）
- 中島らも（小説家、戯曲家、俳優）
- 中谷宇吉郎（物理学者）
- 波木星龍（占い師、作家）
- ナンシー関（版画家、コラムニスト）
- 新美敬子(写真家)
- 西澤仙湖（人形蒐集家・集古会のメンバー）
- 能町みね子（イラストレーター、ライター）
- 野尻抱影（天文研究家）
- 野田隆（旅行作家、高校教諭）
- 野呂洋子（美術商、作家）

### は行
- 秦秀雄（美術評論家・鑑定家）
- 朴慶南
- 浜尾朱美（ニュースキャスター）
- 早川良一郎
- 林望（書誌学者）
- 林原めぐみ（声優）
- 林真理子（小説家）
- 原田宗典（小説家）
- 深田久弥（登山家）
- ふかわりょう（お笑いタレント、司会者）
- 藤原新也（写真家）
- ベリッシモ・フランチェスコ（タレント、料理研究家）
- 藤島斉（ライター）
- ブルボンヌ（女装タレント）
- 星野富弘（詩人、画家）
- 星野知子（女優）
- 堀口九萬一（外交官、漢詩人、随筆家）

### ま行
- masa（カースタントマン）
- 正岡子規（俳人・歌人）
- 増田れい子（ジャーナリスト）
- 町山広美（放送作家）
- マツコ・デラックス（コラムニスト）
- 松本幹一（出版人・美術蒐集家）
- 豆塚エリ（詩人）
- 丸谷才一（小説家、文芸評論家）
- みうらじゅん（漫画家、イラストレーター）
- 三浦しをん（作家）
- 三國一朗（タレント）
- 光野桃（ファッションジャーナリスト）
- 南伸坊（編集者、イラストレーター）
- 南美希子（フリーアナウンサー・タレント）
- 美村里江（女優）
- 宮川曼魚（江戸文化研究家）
- 宮崎知之
- 宮沢章夫（劇作家）
- 宮脇檀（建築家）
- 向田邦子（小説家、脚本家）
- 村尾清一（日本エッセイスト・クラブ会長）
- 群ようこ（作家）
- 室井滋（女優）
- 室井佑月（小説家）
- 盛岡茂美（作家）
- 森荷葉（和文化プロデューサー）
- 森巣博（作家）
- 森田たま
- 森村桂

### や行
- 八木啓代（歌手）
- 弥永英晃（心理カウンセラー、看護師、作家）
- 山口瞳（作家、コピーライター）
- 山崎ナオコーラ（小説家）
- 山田真美（作家）
- 山田稔（小説家・フランス文学者）
- 山村レイコ（ラリースト）
- 山本夏彦（随筆家、編集者）
- 山本ふみこ
- 唯根幸子
- 夢枕獏（小説家、写真家）
- 吉永みち子（ノンフィクション作家）
- 米原万里（ロシア語同時通訳、ノンフィクション作家、小説家）

### わ行
- 若林正恭（芸人）
- 渡辺たをり
- 和田誠（イラストレーター）

## 日本以外の随筆家の一覧

### 中華人民共和国
- 洪邁
- 郝懿行
- 周作人

### アメリカ合衆国
- アイザック・アシモフ
- T・S・エリオット
- ヘンリー・デイヴィッド・ソロー
- ナシーム・ニコラス・タレブ

### イギリス
- ジョゼフ・アディソン
- サミュエル・ジョンソン
- ロード・ダンセイニ
- G・K・チェスタトン
- アーノルド・ベネット